# Liste des accidents ferroviaires en France en 1910
Pour des articles plus généraux, voir Liste des accidents ferroviaires en France, Liste des accidents ferroviaires en France au XXe siècle et Liste des accidents ferroviaires en France dans les années 1910.
Lz liste des accidents ferroviaires en France en 1910, est une liste non exhaustive, chronologique.

## Janvier
- 20 janvier 1910 - Sur le réseau des tramways de la Sarthe, à 7 heures 05, un train allant de La Ferté-Bernard à Mamers tombe dans un ravin près de la gare de Dehault[1] après affaissement du talus à la suite de fortes pluies. Le mécanicien et le chauffeur sont tués, le chef de train et plusieurs voyageurs sont blessés[2].

## Février
- 3 février 1910 - Sur le chantier de construction de la ligne de Lens à Corbehem, à l'emplacement de la future gare de Méricourt, un train de remblai déraille et cinq de ses wagons se renversent, ensevelissant les ouvriers qui y étaient montés. Deux de ceux-ci sont tués, les autres sont blessés, dont deux grièvement[3].

## Avril
- 9 avril 1910 - À l'arrivée en gare de Vitry-le-François, sur la ligne Paris-Strasbourg, vers 4 heures, la machine de l'Orient-Express allant vers Paris déraille et se renverse au passage sur une portion de voie en réparation par suite d'inondations. Le chauffeur est tué, le mécanicien blessé. Les dix voyageurs occupant les sept voitures du train, restées sur le ballast après rupture de l'attelage, sont indemnes[4].

## Mai
- 15 mai 1910 - À 23 heures 30, en Gare de Château-du-Loir (Sarthe) sur la ligne de Paris-Montparnasse à Bordeaux par Chartres du réseau de l'État, un train de marchandises en cours de garage est pris en écharpe par un omnibus venant de Chartres. Cinq occupants du train de voyageur sont blessés, dont le chef de train très grièvement. Dans les wagons écrasés du train de marchandises, des dizaines de bovins ont été tués[5].
- 23 mai 1910 - Vers 19 heures 30, sur la ligne dite des Moulineaux, près de la gare des Moulineaux-Billancourt, la locomotive d'un train allant des Invalides à Suresnes quitte les rails et se renverse, tuant mécanicien et chauffeur. Dans le reste du convoi, qui s'écrase contre la machine, deux voyageurs et le conducteur[6] sont blessés[7].

## Juin
- 11 juin 1910 - Sur la ligne de Bourges à Montluçon, près de la gare de Vallon, un violent orage provoque le débordement du Cher et du canal du Berry, dont les eaux minent le remblai, qui s'affaisse au passage de l'express parti à 8 heures 30 de Paris pour La Bourboule. La locomotive et le tender se renversent, le fourgon vient s'y écraser, et les trois voitures de tête se couchent. Le chauffeur, le chef de train et un convoyeur sont tués, le mécanicien et une quinzaine de voyageurs sont blessés[8].

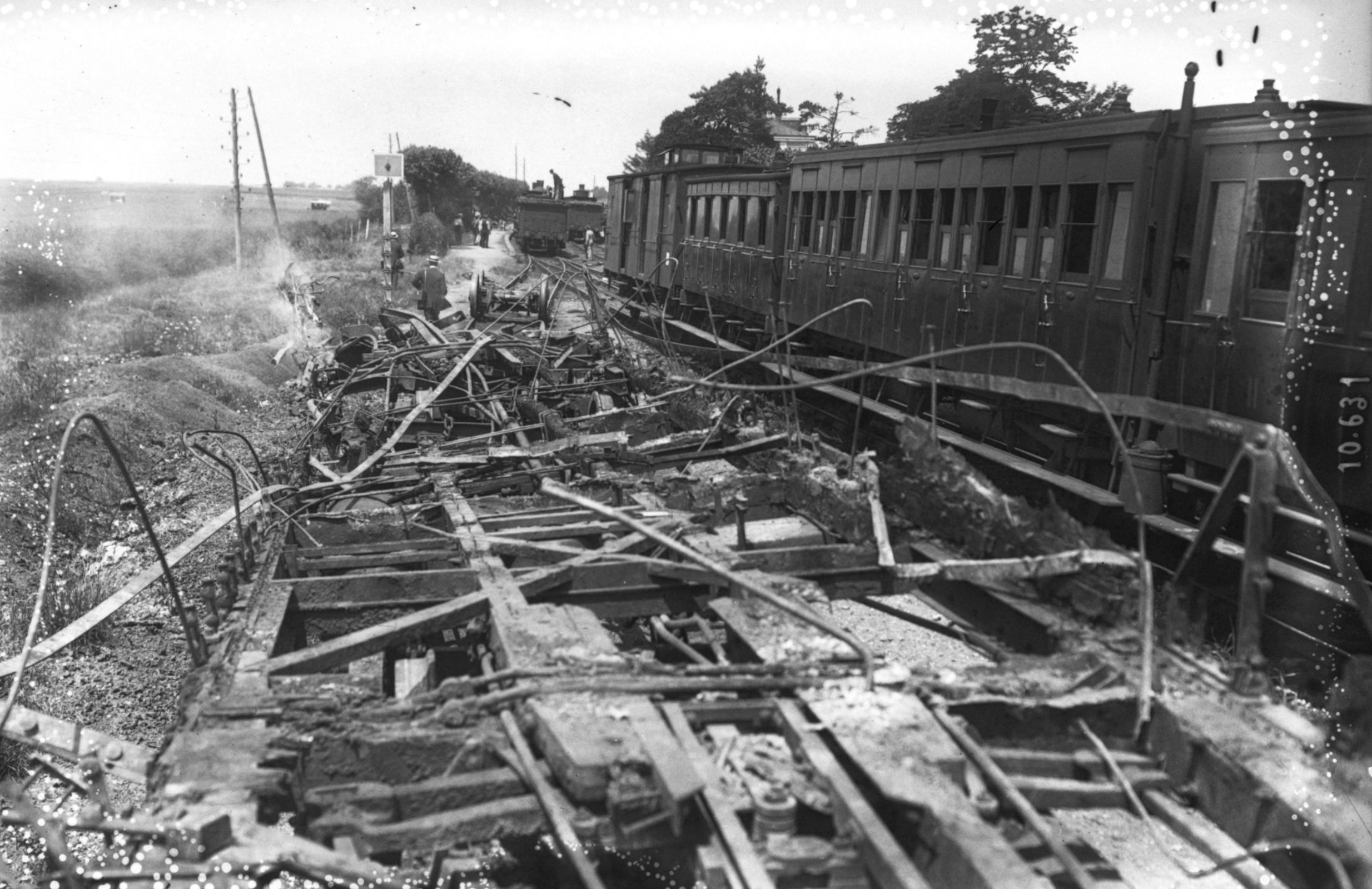
Accident de Villepreux: les voitures incendiées après la collision entre l'express et un omnibus

- 18 juin 1910 - Villepreux - Les Clayes : À 18 heures, un omnibus pour Dreux prolongeant son arrêt en gare de Villepreux - Les Clayes pour cause d'avarie sur la locomotive est percuté par l'express de Granville[9]. Un incendie dévaste les voitures broyées encore éclairées au gaz. On dénombrera vingt-deux morts et une quarantaine de blessés[10]. Pour n'avoir pas freiné à temps, le mécanicien du train tamponneur sera, au terme d'un procès qui s'étalera sur plusieurs mois, tenu pour seul pénalement responsable par le Tribunal correctionnel de Versailles et condamné à deux ans de prison avec sursis et 500 Francs d'amende[11].

- 24 juin 1910 - Sur le réseau à voie métrique des Tramways de l'Aude, vers 17 heures 30, un tramway à vapeur allant de Caunes-Minervois à Carcassonne déraille et se renverse dans un fossé profond d'une quinzaine de mètres. L'accident fait une dizaine de blessés, dont le mécanicien, qui succombera à ses blessures[12].

## Août
- 9 août 1910 - Sur la Ligne de Béziers à Neussargues, entre les gares du Monastier et de Banassac-La Canourgue, la locomotive et une dizaine de wagons d'un train de marchandises déraillent et tombent dans le Lot. Un serre-freins est broyé dans sa guérite[13].
- 14 août 1910 - Saujon : En gare de Saujon, par suite d'une ouverture prématurée des signaux, à 11 heures, un train de plaisir transportant environ 1 100 voyageurs de Bordeaux à Royan prend en écharpe un train de marchandises en cours de manœuvre pour le laisser passer. Selon les chiffres fournis par le ministère des Transports, l'accident fait trente-six morts et cinquante-neuf blessés[14]. Le 12 avril 1911, l'aiguilleur jugé seul responsable de la collision sera condamné, avec sursis, à un an de prison et 300 francs d'amende par le tribunal correctionnel de Saintes[15].

## Septembre
- 10 septembre 1910 - Sur la ligne Cherbourg-Paris du réseau de l'État, juste après avoir franchi sans arrêt la gare de Bernay (Eure), à 16 heures 45, l'express Cherbourg-Paris déraille à 102 km/h. La locomotive et douze des vingt voitures du convoi se renversent et se disloquent, percutant notamment la maisonnette du passage à niveau de la rue Mutel de Boucheville. Bilan : neuf morts et quarante-sept blessés[16]. On incriminera d'abord l'état d'entretien de la voie, mais ultérieurement, un rapport d'expertise attribuera l'accident à un défaut de construction du bogie avant de la machine, une Pacific mise en service deux mois auparavant, dont le mécanicien avait déjà, mais en vain, signalé la mauvaise tenue de voie[17].

- 16 septembre 1910 - A Bordeaux, un train de voyageurs du réseau de l'État en provenance de La Rochelle, quitte la gare de l'État après y avoir déposé l'essentiel de ses voyageurs et prend la direction de Bordeaux-Saint-Jean lorsqu'il est pris en écharpe par une machine rentrant au dépôt de La Bastide, qui défonce une voiture de troisième classe. La collision fera un mort et six blessés[18].
- 20 septembre 1910 - entre Breteuil et La Faloise (Oise) : Trois cantonniers de la Compagnie du Nord procèdent au remplacement d'un appareil de voie. À l'approche du rapide Paris-Calais, Jean Hein, chef d'équipe, les doigts coincés sous un rail, ne peut se dégager. Ses deux collègues viennent à son secours, l'un, Adolphe Cras en s'efforçant de le délivrer, l'autre, Alcide Foy en tentant d'arrêter le rapide par un signal désespéré. Tous les trois seront percutés et tués. Les pétards posés par sécurité sur la voie n'ont pas explosé ou bien le mécanicien du rapide ne les a pas entendus. Un monument inauguré par Raymond Poincaré, érigé sur le quai en direction de Paris, commémore l'accident survenu le 20 septembre 1910[19].
- 25 septembre 1910 - À Paris, vers 20 heures, rue de Rennes, un fiacre tentant de traverser la ligne de tramways desservant Saint-Germain-des-Prés pour emprunter une rue adjacente, est coincé dans l'entrevoie et laminé entre deux convois allant en sens contraire. Deux de ses occupants sont tués, trois sont blessés, le cheval est indemne[20].
- 28 septembre 1910 - Sur la ligne Dijon - Paris, vers 2 heures 30, à Montereau, un train de marchandises allant de Laroche au triage de Villeneuve-Saint-Georges, dont le mécanicien est désorienté dans le brouillard, s'engage trop vite sur la voie où il doit être garé, et s'écrase contre un heurtoir. Le chauffeur est tué, le mécanicien, le conducteur[6] et le chef de train sont blessés[21].

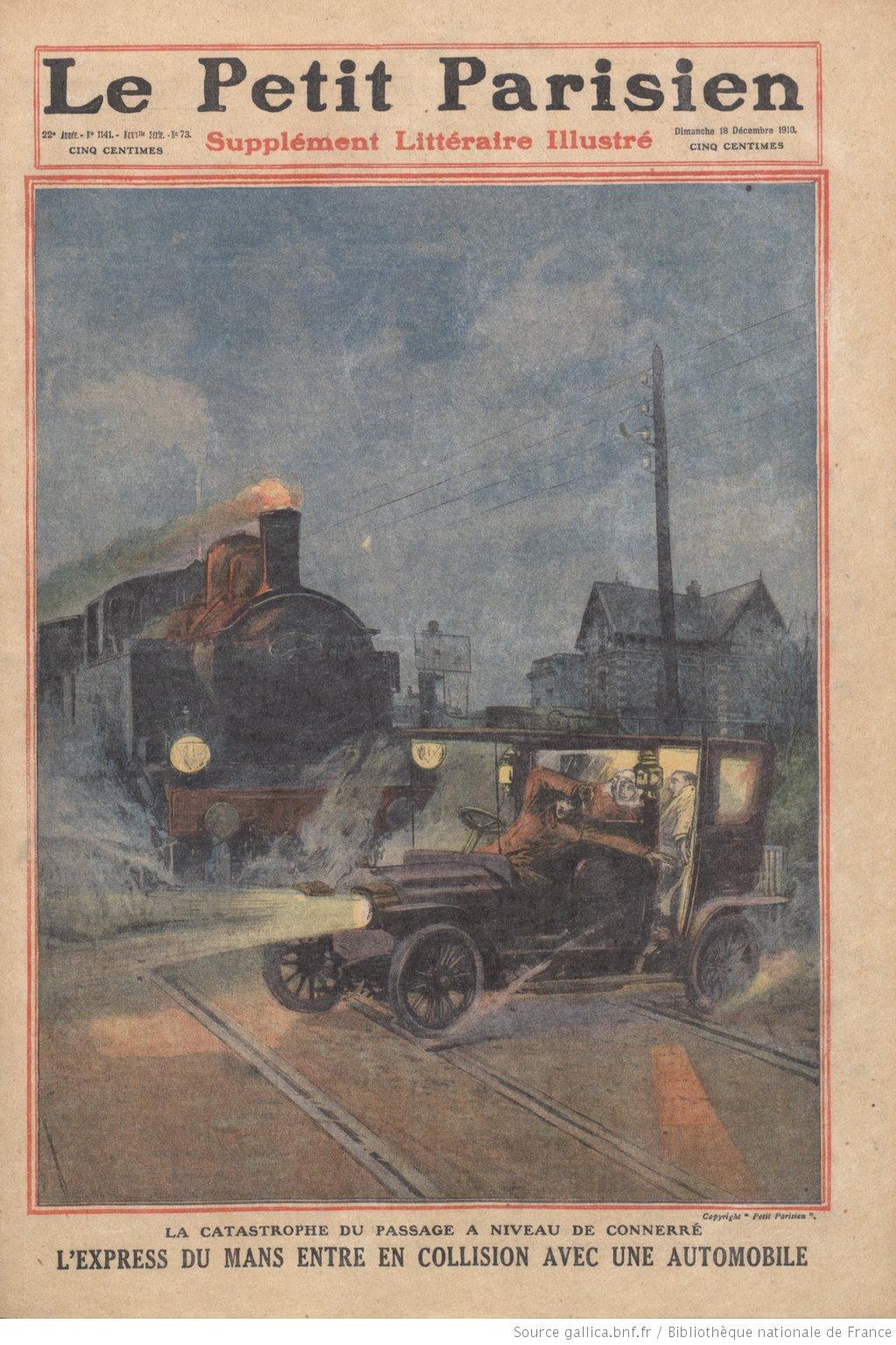
L'accident de Connerré-Beillé vu par l'illustrateur du Petit Parisien

## Novembre
- 14 novembre 1910 - Au matin, sur la ligne Paris-Orléans, peu avant Étampes, près de Guillerval, un train de marchandises venant d'Orléans déraille à la suite de l'affaissement du remblai sous l'effet de la pluie. Le conducteur[6] du fourgon de queue est tué[22].

## Décembre
- 4 décembre 1910 - À minuit 40, peu avant la gare de Connerré-Beillé, les chauffeurs de deux automobiles ouvrent les barrières non cadenassées d'un passage à niveau fermé de la ligne Paris-Le Mans. Le premier véhicule passe, mais le second franchit la voie au moment où arrive l'express du Mans qui le broie, tuant ses trois passagers[23].
- 8 décembre 1910 - Sur la ligne Paris-Dieppe par Pontoise, vers 2 heures, dans le tunnel de Chars, un train de marchandises rattrape et percute celui qui le précédait. Le garde-frein du convoi tamponné, gravement blessé, décèdera le lendemain[24].
- 23 décembre 1910 - Sur la ligne Bordeaux-Montauban, vers 20 heures, deux trains de marchandises se prennent en écharpe dans le brouillard une vingtaine de kilomètres avant Bordeaux, en gare de Cadaujac. Un mécanicien est tué[25].
- 23 décembre 1910 - Sur la même ligne Bordeaux-Montauban, à la suite de l'accident précédent, les trains remontant vers Bordeaux ont été retenus en gare d'Arbanats. Alors qu'il redémarre après le déblaiement des voies, l'un d'eux, un express venant de Toulouse, est percuté par un omnibus transportant de nombreux soldats permissionnaires, dont les voitures subissent l'essentiel du choc et se télescopent. L'accident fait trois morts et vingt-et-un blessés[26].
- 23 décembre 1910 - Vers 23 heures 45, sur la ligne Paris-Dijon, à Montereau, un train de messageries venant de Laroche-Migennes emprunte la bifurcation vers la ligne de Melun par Héricy lorsqu'il est pris en écharpe par le rapide Paris-Modane, dont la machine, le fourgon et deux voitures se renversent. L'accident fait un mort et trente-deux blessés[27]. Après l'accident, le chauffeur du rapide deviendra fou et sera interné; le mécanicien, poursuivi pour non-respect des signaux, sera acquitté par le Tribunal correctionnel de Melun faute de preuve que ceux-ci étaient bien fermés[28].
- 25 décembre 1910 - Sur la ligne Paris-Tours par Châteaudun, vers 11 heures 30, peu avant la gare de Châteaudun, l'express Orléans-Le Mans percute sur un passage à niveau resté ouvert une voiture transportant neuf personnes se rendant à un baptême, en tuant six et blessant grièvement les trois autres[29].